# 罗非鱼

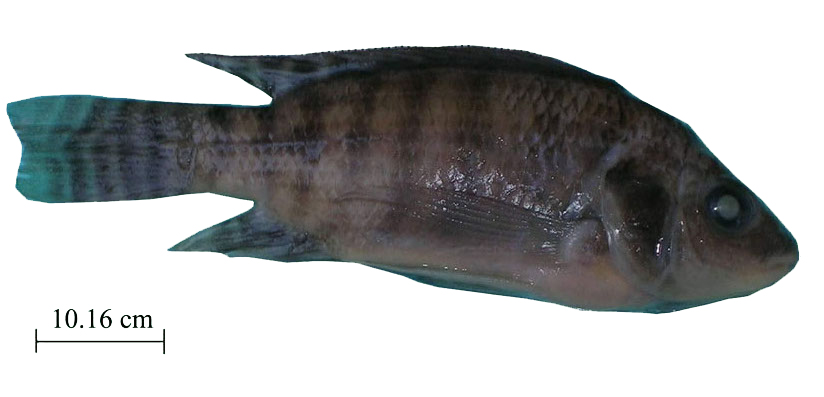
莫桑比克口孵非鯽

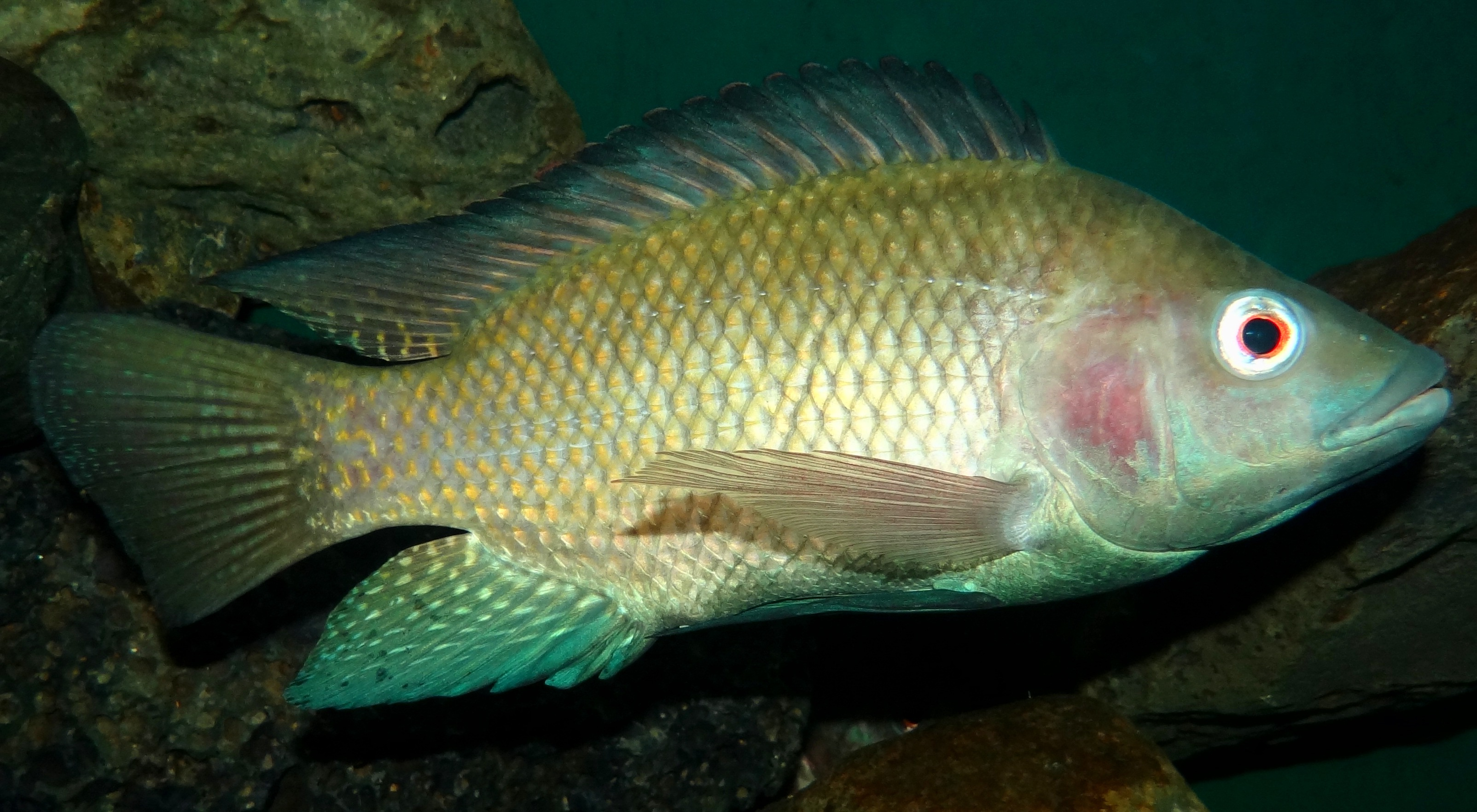
尼羅口孵非鯽

罗非鱼，又名羅非魚、非洲鲫鱼、非洲鲫、非鲫、福寿鱼、聖彼得魚、越南鱼、南洋鯽（仔）、南洋仔等，台語俗稱烏鯽仔，台灣改良之養殖品系自稱台灣鯛。原指莫桑比克的口孵非鲫属鱼类物种：莫桑比克口孵非鯽，现为麗魚科非鯽屬及口孵非鯽屬等屬數種鱼类的共同俗稱，而不是所有羅非魚族之成員都適用此名。
罗非鱼通常生活於淡水湖、河、池塘的淺水中，在面積狹小之水域或水稻田裡亦能夠生存，也能生活於出海口、近岸沿海等不同鹽份含量的鹹水中，是一種廣鹽性魚類。可適應12-45°C，牠有很強的適應力，且對溶氧較少之水有極強之適應性，因此在許多地方成為入侵物種，並被列入世界百大外來入侵種名單。絕大部份羅非鱼是雜食性，常吃水中植物和碎物。

## 歷史

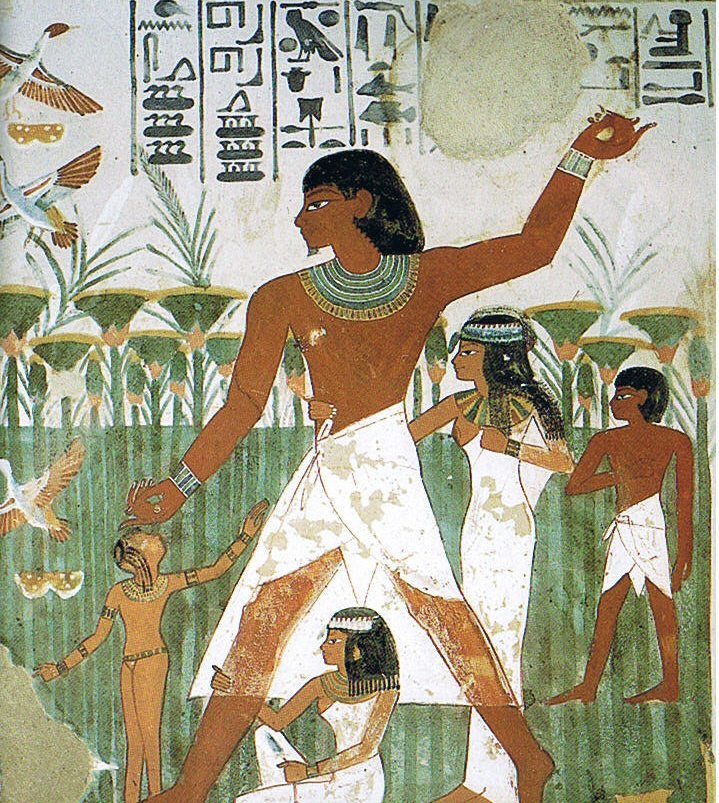
西元前1500年的納赫特墓中在中央高大人物頭部的上方和右側有一個羅非魚象形文字。

羅非魚的水產養殖可以追溯到古埃及，以加汀納符號表的象形文字K1為代表。
| K1 |

牠在埃及藝術中有重生的象徵，此外還與女神哈索爾有關。據說牠還在太陽神的日常天空之旅中陪伴和保護祂。畫在墓壁上的羅非魚，會令人聯讓想起《死者之書》中的第15個咒語，即死者希望通過這個咒語在太陽船中佔據一席之地：「你在綠松石池裡看到羅非魚的『真實』形態」（You see the tilapia in its [true] form at the turquoise pool），以及「我看到羅非魚的『真實』本性在水中引導快艇」（I behold the tilapia in its [true] nature guiding the speedy boat in its waters）。
羅非魚是塔木德時代可以在加利利海捕獲的三種主要魚類之一，特別是伽利略梳子（Sarotherodon galilaeus）。在現代希伯來語中，這種魚被稱為amnoon（可能是am「母親」和noon「魚」的複合詞）。在英語中，它有時被稱為「聖彼德的魚」，牠來自馬太福音中關於使徒彼得抓到一條嘴裏叼着硬幣的魚的敘述。雖然這段經文沒有提到這條魚的種類，但不同種類的的羅非魚（包括：Sarotherodon galilaeus、Oreochromis aureus 、Coptodon zillii和Tristramella）都存活在當時的加利利海。幾千年來，牠們一直是都當地漁民的漁獲。

## 中文名稱起源

### 台灣
台灣水產史料記載兩位台籍日本兵吳振輝及郭啟彰於1946年從新加坡返台時，引進莫桑比克口孵非鯽，俗稱「莫桑比克種」、「在來種吳郭魚」或是「土種吳郭魚」，又稱「南洋鯽仔」、「黑鯽仔」、「南洋仔」。
二戰後期，日軍節節敗退，為在困境中能夠自給自足，日本帝國水產株式會社（帝水會社）在新加坡成功繁殖一種非洲魚，取名為「帝水魚」，1945年日本投降後，旗津籍的漁業專家、當時擔任機場書記員的郭啟彰被送入集中營，等待遣返，與好友屏東人吳振輝決定引進這種帝水魚，兩人在1946年4月18日晚間潛入養殖場，用布作魚網，撈起出生不到五天，約三、四百尾魚苗帶回集中營，放在浴室內。卻被不知情的同袍李讚生誤會為髒水，倒入水溝內，剩下十六尾。郭啟彰返鄉後，發現三尾已死，只剩下八條雌魚、五條雄魚，共十三尾，這就是台灣吳郭魚的由來，後人為了紀念兩位引進的功勞，特別取兩位先生的姓氏來命名為「吳郭魚」。

### 中国大陆
該等鱼種在1954年前后传入到華南，作为一种淡水塘养鱼类，因其形似鲫鱼，原产非洲，被水产部专家费鸿年称为非洲鲫鱼，简称非洲鲫、非鲫。又一度因自越南传入，而称之为越南鯽或越南鱼。后认为其不是鲫鱼，而是属鲈形目（鲫鱼屬鯉形目）。1981年郑葆珊在《广西淡水鱼类志》中将此鱼称为罗非鱼，属丽鱼科（Cichlidae）。罗非鱼得名自越南语，汉语发音为“罗非”，rô即cá rô，意为“攀鲈”，“非”（phi）指“非洲”，可能是广西养鱼者对此鱼来自越南的称呼。罗非鱼在中国南方很多水域已造成物种入侵；又由于罗非鱼口感相比其他鱼类较为不同，使得较难处理。

### 馬來西亞及新加坡
在馬來西亞，其中文名為非洲魚或金凤鱼；在新加坡亦然。金凤鱼指红色特別品种。
在新加坡，部份人稱其中文名為尼羅紅。

## 入侵物種
在中国大陆和臺灣，吳郭魚繁殖力強，耐污能力也强，會剝奪原生魚種的生存空間，屬於入侵物種。國際自然保護聯盟物種存續委員會的入侵物種專家小組（ISSG）亦將吳郭魚列為世界百大外來入侵種。

## 養殖
全球約有85個地區從事吳郭魚養殖，養殖範圍廣泛，養殖種類約 20 種。聯合國糧食及農業組織（FAO）估計年產量為150萬噸，這數量相當於鮭魚的年養殖產量。
養殖罗非鱼有很高的經濟利益，因為其天然抗病性強，野生環境能以穀物、藻類及腐敗物為主食，養殖換肉率高，幼魚存活率高，養殖其所需空間極小，再加上羅非鱼成長快，6個月即可達於上市之體型（12-15厘米）。若水溫較高則終年均能產卵。
印度摩達杜古·維傑·古普塔博士發展並散佈淡水養殖（使用罗非鱼）的廉價技術，獲得2005年世界糧食獎。
2011年開始中國大陸與越南逐漸提升養殖比例，藉由填補缺乏鰻魚苗供給養殖的現象，使得市場貨源大幅度提升。

### 臺灣
1946年，口孵非鯽引進台灣後大量養殖，其肉質鮮嫩，小刺很少，雖然微有土腥味，但因養殖容易、價格便宜等因素，成為大眾食物蛋白質的重要來源。唯目前台灣人工養殖的口孵非鯽與非鯽大多是後來由台灣水產試驗所及台灣水產業者育成的雜交種，已非1946年時吳、郭兩人所引進的品種。
繼莫桑比克口孵非鯽引進之後，唐允安於1963年自非洲引進較耐寒的吉利非鯽（Tilapia zillii），後因肉質差及其他因素也已被淘汰。至於目前仍有少量養殖的尼羅口孵非鯽（Oreochromis nilotica），係在1966年由台灣水產試驗所鄧火土所長及國立台灣海洋大學游祥平教授自日本引進。
之後，台灣陸續引進多種，例如歐利亞口孵非鯽（Oreochromis aurea），於1974年由廖一久、曾文陽、黃丁郎等人自以色列引進；賀諾魯口孵非鯽（Oreochromis hornorum），於1981年由黃丁郎自哥斯大黎加引進；倫氏非鯽（黑邊種，Tilapia rendalli），於1981年由廖一久院士自南非引進。紅色口孵非鯽（Oreochromis sp., Red Tilapia），俗稱尼羅紅、紅郭魚、埃及紅魚，則是於1968年由台灣水產試驗所郭河所長以白子變種選種雜交成功。
1969年，郭河所長以莫桑比克種（Oreochromis mossambicus）雌魚與尼羅種（Oreochromis niloticus niloticus）雄魚雜交育種成功，名為「福壽魚」，俗稱「改良種吳郭魚」。此一魚種使台灣吳郭魚養殖進入快速發展階段。1975年，水試所更成功以尼羅種雌魚與歐利亞種雄魚雜交育成單雄性吳郭魚，俗稱「單性吳郭魚」。
此後，水試所大力推廣民間養殖「單性吳郭魚」，台灣吳郭魚養殖由此進入商業化階段，並開始大量出口至歐、美、日等國，創造了極大地經濟效益，故又被稱為台灣國寶魚。
宜蘭的廖木發先生，在宜蘭及臺東水質純淨的地區，以乾淨海水養殖紅色台灣鯛（改良種吳郭魚）。由於採用全海水養殖，魚隻生長速度僅為淡水養殖的一半，成本也提高至兩至三倍。為確保品質，取得HACCP國際認證，並成功打入日本生魚片市場，並以「潮鯛」為註冊商標。
歷年引進台灣及台灣育成之主要種類或品系如下：
- 莫桑比克口孵非鯽／在來種／土種／莫桑比克種／吳郭魚（Oreochromis mossambica）於1946年由吳振輝及郭啟彰二人自新加坡引進。
- 吉利非鯽／吉利種（Tilapia zillii）於1963年由唐允安自非洲引進，又名齊氏非鯽，而且已於2013年從羅非魚族分出去成為Coptodonini族中的Coptodon屬，學名變為（Coptodon zillii）。
- 尼羅口孵非鯽／尼羅種（Oreochromis niloticus）於1966年由台灣水產試驗所鄧火土所長及海洋大學游祥平教授自日本引進。
- 奧利亞口孵非鯽／奧利亞種（Oreochromis aureus）於1974年由廖一久、曾文陽、黃丁郎等人自以色列引進。
- 賀諾魯口孵非鯽／賀諾魯種（Oreochromis urolepis hornorum ; Oreochromis hornorum）於1981年由黃丁郎自哥斯大黎加引進，畫眉口孵非鯽。
- 倫氏非鯽／黑邊種（Tilapia rendalli）於1981年由廖一久院士自南非引進，已於2013年從羅非魚族分出去成為Coptodonini族中的Coptodon屬，學名變為（Coptodon rendalli）。
- 金斑口孵非鯽／斯皮路勒種（Oreochromis spilurus）於1981年自南非引進。
- 改良種口孵非鯽／福壽魚（Oreochromis sp. ; Common tilapia ; O. niloticus × O. mossambicus）於1969年水試所研究人員以雄性尼羅種與雌性莫桑比克種雜交育成之子代，其正、反雜交者之子代均稱為改良種，後由台灣水產試驗所鄧火土所長改命名為福壽魚。
  - （O. niloticus（♂）× O. mossambicus（♀）以雄性尼羅種與雌性莫桑比克種雜交稱為正雜交。
  - （O. niloticus（♀）× O. mossambicus（♂）以雌性尼羅種與雄性莫桑比克種雜交稱為反雜交。
- 單性雄魚（mono-sex-fish; O. aureus（♂）× O. niloticus（♀）(Nile tilapia + blue tilapia hybrid)）於1975年水試所以雄性歐利亞種與雌性尼羅種雜交育成，全為雄性魚苗，故稱為單性魚。1982年再利用雄性賀諾魯與雌性尼羅種、歐利亞種、莫桑比克種等分別進行雜交的完全單雄性魚苗。
- 紅色口孵非鯽/紅吳郭魚/紅尼羅魚（Oreochromis sp. red tilapia; Red tilapia）泛指體色為紅色、桃紅色、橘紅色、淡褐色、黃色、金色及白色等白子化的突變種。全世界紅色品系，有些屬突變品系，有些則是突變種與原生種吳郭魚的雜交品系。1968年台灣南部地區發現桃紅色的莫桑比克種之白子化突變種，水試所乃進行育種雜交研究，將莫桑比克種（O. mossambicus）的白子突變種，多次自交並與尼羅種（O. niloticus niloticus）雜交培育，此品系外型與莫桑比克口孵非鯽（O. mossambicus）相近，體呈淡粉紅色，腹側銀白色，各鰭淡橘黃色。之後，台灣水產養殖業者及水試所基於此與各種及各品系再自交、雜交及回交等育種改良衍生出各種純紅色品系（含單雄性魚），現為台灣外銷主力。[17][18][19][20]
- 潮鯛與紅潮鯛（Seawater tilapia and seawater red tilapia）於1990年代初期，台灣某民間企業透過品種選育、飼料配方改良及海水養殖技術的嘗試，成功培育出生長速度較快的海水吳郭魚品系，其中包含使用超雄性個體（YY基因）進行繁殖。由於雄性吳郭魚的生長速度普遍快於雌性，因此透過超雄性技術可提高整體生長效率及產肉率，部分資料指出其取肉率可由約31%提升至39%。此技術於台灣民間養殖業中逐漸推廣，旨在降低飼養成本並提升產量。為便於行銷區隔，台灣養殖業者將淡水養殖的大型吳郭魚稱為「台灣鯛」，體重一公斤以下者則仍稱為「吳郭魚」。而經由海水養殖技術培育的品系則另命名為「潮鯛」，其中「潮」字代表其適應海水潮汐環境的能力。由於「鯛」在日本市場常被視為高經濟價值魚種，該名稱也有助於打入出口市場。超雄性吳郭魚的誕生，讓台灣連續25年來外銷量達1,000公噸以上，年產值達1億元。[來源請求]然而，「潮鯛」本質上仍屬吳郭魚品系，因此在台灣漁港市場中常可見其被標示為「海吳郭魚」。

## 烹飪方法

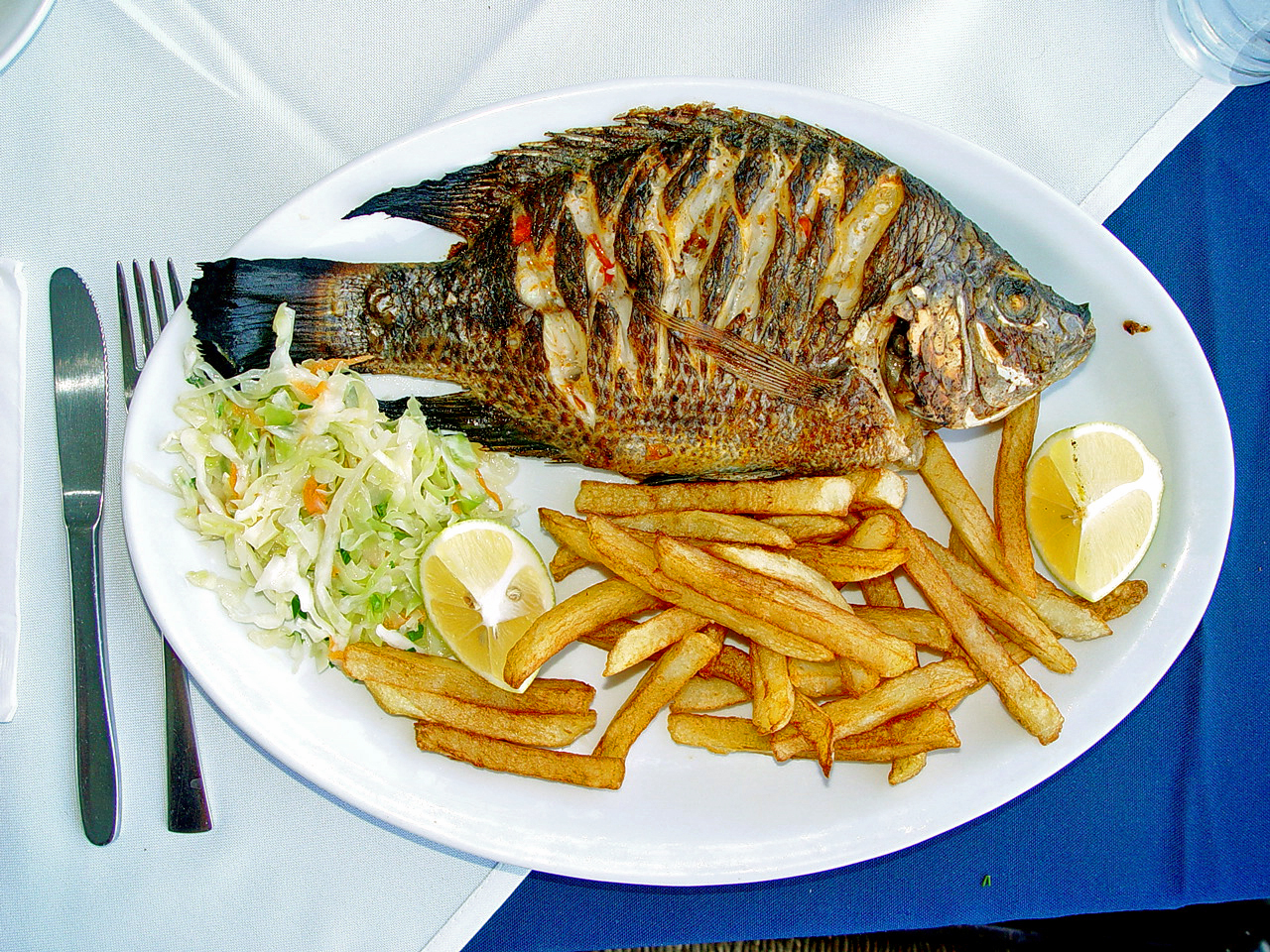
在以色列提比里亞餐廳供應捕捉自加利利海的「聖彼得魚」

吳郭魚在華人百姓家庭很受歡迎，烹飪中常把牠以類似紅燒鯉魚的食譜來處理。典型的紅燒吳郭魚作法是先在平底鑊煎至兩面微黃，加入兩調羹豉油（醬油），同時加入蔥、薑、糖、醋、米酒，有時還會加入豆瓣醬、番茄醬等，再加一至兩杯水，悶燒5至10分鐘即可。
目前台灣養殖場的外銷主力為紅色種全雄性品系，採海水或半淡鹹水養殖（淡水魚常有寄生蟲及土腥味和污染等問題），並以自動化生產線去骨去皮，無菌清洗並加真空包裝急速冷凍，可生產供生食生魚片用之高品質產品，並已獲得各國內及國際機構認證之保障進行行銷。故在台灣的日本料理店或壽司店已常見名為台灣鯛的生魚片產品。

## 醫療用途
羅非魚的魚皮含大量的I型膠原蛋白，其結構與人類皮膚相似。2017年，巴西一項臨床試驗中首次使用尼羅羅非魚（Oreochromis niloticus）魚皮作為繃帶治療燒傷。在美國，羅非魚皮已成功用於治療加州托馬斯山火中兩隻三度燒傷的黑熊。

## 外部連結
- 吳郭魚主題館 （页面存档备份，存于），行政院農業委員會